# BSD-Daemon

Der BSD-Dämon

Der BSD-Daemon ist das Maskottchen von BSD-Unix. Es wird durch einen kleinen, roten Teufel oder Dämon mit zwei Hörnern dargestellt. Sein Körper und sein Blick sind nach links gerichtet und er trägt ein leichtes Lächeln im Gesicht. Das Ende seines Schwanzes wird durch eine dreieckige Spitze abgeschlossen. In den Händen hält er einen goldenen Dreizack und an den Füßen trägt er Turnschuhe.
Die ersten Zeichnungen des BSD-Maskottchens stammen von John Lasseter. Die FreeBSD-Version stammt von Tatsumi Hosokawa. Marshall Kirk McKusick besitzt seit 1988 das Copyright an der Zeichnung und vergibt das Recht der Abbildung ausschließlich an Produkte, die direkt etwas mit BSD zu tun haben.
Obwohl der Rechteinhaber das Maskottchen für namenlos erklärt, wird er in der Internetgemeinde oft Beastie genannt, was so klingt wie die schnelle Aussprache der Buchstaben BSD. Seltener wird er auch Chuck genannt, was möglicherweise in den All-Star-Schuhen begründet liegt, die er trägt.

## Zur Bedeutung der Figur und der Gabel
Bei Unix-Betriebssystemen ist ein Daemon (entspricht nicht dem homophonen Dämon) ein Prozess, der im Hintergrund läuft und verschiedene Aufgaben erledigt, ohne dass der Benutzer eingreifen muss. Der Betriebssystemaufruf, mit dem ein neuer Prozess erzeugt werden kann, heißt fork (engl. für Gabel; auch im Deutschen wird das landwirtschaftliche Werkzeug Gabel als Forke bezeichnet); daher die Gabel, die die Figur in Händen hält.
Die Figur beinhaltet also Symbole, die aus der Technik von Unix-Betriebssystemen abgeleitet wurden. Darin unterscheidet sich der BSD-Daemon vom Linux-Pinguin Tux, dem diese Metaphorik fehlt.
In einigen Teilen der Welt bringen gläubige Menschen das Betriebssystem aufgrund des Maskottchens oder des Logos mit dem Teufel in Verbindung. Es kostet die FreeBSD-Community dann stets einige Zeit, die Betroffenen eines Besseren zu belehren. Gelegentlich gelingt dies nicht.

## ASCII-Art
```
                ,        ,         
               /(        )`        
               \ \___   / |        
               /- 
_
  `-/  '        
              
(
/\/ \
 \   /\        
              
/ /   |
 `    \       
              
O O
   
)
 /    |       
              
`-^--'
`<     '       
             
(_.)  _  )   /
        
              `.___/`    /         
                `-----' /          

   <
----.
     __ / __   \          

   <
----|====
O)))
==
) \) /
====
      

   <
----'
    `--' `.__,' \         
                |        |         
                 \       /       /\

            ______
( (_  / \______/
 

          ,'  ,-----'   |          
          `--
{__________
)
          
```

Den BSD-Daemon als ASCII-Art findet man bei FreeBSD.

## Merchandising-Produkte
Die ersten Plüschdaemons kamen in den 1990er Jahren auf, die Firma Liebscher & Partner aus Freiberg, die auch den Plüsch-Tux herstellen ließ, fertigte mit Zustimmung McKusicks originale BSD-Daemons. Die Stofftiere werden in Thüringen produziert und auch in die Vereinigten Staaten exportiert. Seit 1996 gibt es ihn auch in der XXL-Ausgabe und seit 2006 als Sonderfertigung in noch größeren Dimensionen.
Des Weiteren existieren Sticker zum Aufkleben, T-Shirts, auf denen das Maskottchen zu sehen ist, Kissen, die mit der ASCII-Variante des Maskottchens bedruckt werden, Hörner zum Aufsetzen auf den Kopf, Ganzkörperkostüme und vieles mehr. Auf einigen Messen sind Darsteller in Beastie-Kostümen oder Frauen in roter Kleidung mit aufgesteckten Hörnern zu finden. Letztere werden auch als Daemonetten oder BSD chicks bezeichnet. 
Zur Feier des 20. Geburtstags des FreeBSD-Projekts wurde eine Torte in Form des Maskottchens zubereitet.